# 彭東原
彭 東原（ほう とうげん）は中華民国の軍人・政治家。

## 事跡
清の廩貢生。後に黄埔水師学堂で学ぶ。江陰砲台統領を経て、辛亥革命に際しては呉淞軍政府光復軍参謀長兼呉淞要塞司令をつとめた。
中華民国成立後、大総統黎元洪の下で大総統府顧問をつとめる。その後、孫文（孫中山）の護法運動に参加し、大元帥府参議（参謀）となった。以後、広東省塩務水陸緝私統領、広東沙田清理処長、膠済鉄路管理局委員、同局局長を歴任している。1935年（民国24年）11月、北寧鉄路専員に任ぜられた。
汪兆銘（汪精衛）が南京国民政府を樹立する直前に、彭東原は広東治安維持会委員長に任ぜられる。汪兆銘政権成立後の1940年（民国29年）4月、彭は広東省政府委員に任ぜられ、あわせて広州特別市の初代市長となった。翌年1月、いずれの職も辞任した。
1954年、香港で死去した。

## 注
1. ↑  徐友春主編『民国人物大辞典 増訂版』による。『最新支那要人伝』は1880年生まれとしている。